# Michael C. Malin
Michael C. Malin (nascut el 1950) és un astrònom estatunidenc, científic espacial i executiu en cap de Malin Space Science Systems. Les seves càmeres han estat importants instruments científics en l'exploració de Mart.
Malin va dissenyar i executar la càmera orbitadora de Mart (la part de la nau més gran de la Mars Global Surveyor) que va portar més de 212.000 fotografies d'alta resolució de Mart durant un període de nou anys. A finals de 2006, Malin i Kenneth Edgett van anunciar evidència fotogràfica que suggeria fortament que l'aigua fluïa a Mart en l'actualitat.

## Història
Nadiu de Califòrnia, nascut a Los Angeles, Michael Malin va obtenir un B.A. de la Universitat de Califòrnia a Berkeley en física amb un menor de literatura anglesa. Va assistir a Caltech, on va obtenir un doctorat en Ciències Planetàries i Geologia el 1975. Després del seu doctorat, va treballar durant quatre anys al Jet Propulsion Laboratory de la NASA, on va estar involucrat amb les missions Viking 1 i Voyager. Va ensenyar geologia a la Universitat Estatal d'Arizona durant 11 anys abans de tornar a Califòrnia i fundar Malin Space Science Systems.

## Malin Space Science Systems
Malin estava convençut que la ciència valuosa podria fer-se mitjançant una càmera d'alta resolució en òrbita al voltant de Mart. Tanmateix, es va trobar amb escepticisme per part de funcionaris de la NASA. A Malin li van dir "Viking ja havia pres totes les imatges que necessitàvem de Mart". Malin va pensar que aquesta posició era absurda. (Entrevista, Space.com 6/2000). Malin i Ed Danielson, un amic dels dies de Caltech, van plantejar conjuntament una càmera que podria resoldre els objectes a 6,5 peus de llarg (uns 1,98 m de llarg). La NASA no estava molt interessada però, el 1985, van donar a Malin i Danielson 50.000 dòlars per presentar una proposta. El seu disseny era un telescopi unit a una càmera electrònica. La càmera va ser aprovada, i Malin ara va haver de construir-la.
La construcció de la càmera va trigar anys i es va retardar diverses vegades per la NASA. A la primavera de 1992, amb només mesos de llançament, la càmera va ser instal·lada a la Mars Observer. El llançament va tenir èxit i el gener de 1993 va prendre algunes fotos, però després, la nau de l'Observador va deixar de funcionar. Afortunadament, la Malin Space Science Systems havia construït un doble i dos anys més tard, el doble va ser enviat (el novembre de 1996) i aquesta càmera va funcionar sense problemes per a la propera dècada.
- Malin va ser el científic principal de la Mars Orbiter Camera.
- Malin va ser un científic a la missió Mars Pathfinder el 1996.
- Va ser investigador principal del Mars Color Imager (1998), un sistema de dues càmeres dissenyat per observar el color de Mart.
- Va tenir el mateix paper per al Mars Polar Lander de 1999 (que misteriosament no va informar cap dada).
- Malin i el seu equip van ajudar a construir THEMIS (Thermal Emission Imaging System - en català:Sistema d'Imatges d'Emissió Tèrmica) a la missió 2001 Mart Odyssey.
- Malin va ser l'Investigador Principal en el MRO MARCI (al Mars Reconnaissance Orbiter de 2005), una rèplica del Mars Color Imager del 1998.

Malin ha escrit una sèrie de documents sobre la base de les fotos retornades de la Mars Orbiter Camera (MOC). La seva afirmació més significativa és que l'evidència fotogràfica del MOC suggereix fortament el recent flux d'aigua a la superfície de Mart. Aquesta afirmació es va trobar inicialment amb escepticisme, però s'ha vist reforçada per la recent evidència fotogràfica  (vegeu Vida a Mart per obtenir més detalls).
El Surveyor va superar la seva vida dissenyada per molts anys, però al novembre de 2006 va deixar de enviar dades. A partir de desembre de 2006, el gerent del programa de la NASA va dir que és probable que la nau espacial i tots els seus instruments (inclòs el Malin MOC) es van perdre.

## Premis
- 2005 Premi Commemoratiu Carl Sagan
- 1987 Programa de beques MacArthur

## Obres
- Malin, Michael C., Edgett, Kenneth S., "Evidence for Recent Groundwater Seepage and Surface Runoff on Mars". Science (2000) Vol. 288. no. 5475, pp. 2330 – 2335.